# Glyceria
Glyceria R.Br. é um género botânico pertencente à família Poaceae, subfamília Pooideae, tribo Meliceae. Também conhecida como Capim Manga.

## Sinônimos
- Devauxia Kunth (SUI)
- Exydra Endl.
- Heleochloa Fr. (SUI)
- Hemibromus Steud.
- Hydrochloa Hartm. (SUS)
- Hydropoa (Dumort.) Dumort. (SUS)